# Eugen Rosshirt

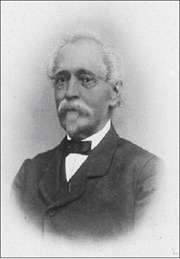
Eugen Rosshirt

Johann Eugen Rosshirt (* 11. November 1795 in Oberscheinfeld; † 13. Juli 1872 in Erlangen) war ein deutscher Gynäkologe und Geburtshelfer.

## Leben
Rosshirt studierte an der Universität Würzburg Medizin, wo er das Corps Bavaria Würzburg mitbegründete. Nach Abschluss des Studiums war er in der Hebammen-Ausbildung und als Prosektor an der Chirurgenschule in Bamberg tätig. 1833 folgte er als ordentlicher Professor dem Chirurgen Michael Jäger als Direktor der Geburtshilflichen Klinik der Universität Erlangen. Diese Stellung hatte er bis 1868 inne, sein Nachfolger wurde Karl Schroeder (1838–1887).
Durch Vorlesungstätigkeit und die Durchsetzung eines Klinikneubaus setzte sich Rosshirt in Erlangen für die Etablierung der Frauenheilkunde als eigenständiges Fach ein, sein Nachfolger Karl Schroeder führte diese Bemühungen mit den ersten Klinikplätzen ausschließlich für gynäkologische Fälle fort.
1867 wurde er Ehrenbürger der Stadt Erlangen.

## Veröffentlichungen
- De uteri sub graviditate metamorphosi. Würzburg 1818, Dissertation.
- Wie erkennt man die orientalische Cholera in ihrem ersten Beginnen; welches sind die sichersten Vorbauungsmittel und welches ist die beste Behandlung? Nebst einem Anhange von Arzneyformeln. Für Nichtärzte überhaupt, besonders aber für Pfarrer, Lehrer und Landbewohner bearbeitet. J. C. Dresch, Bamberg 1831.
- De perforatione fetu licet vivo instituenda. Heyder,  Erlangen 1833.
- De Asphyxia Infantium Recens Natorum. Heyder, Erlangen 1834.
- Die Anzeigen zu den geburtshülflichen Operationen. Palm und Enke, Erlangen 1835.
- Die geburtshülflichen Operationen. Palm und Enke, Erlangen 1842.
- Quaedam ad artis obstetriciae, uti nunc exercetur, statum pertinentia. Junge, Erlangen 1843.
- Lehrbuch der Geburtshilfe. Heyder & Zimmer, Erlangen 1851.